# Canton Ticino
Il Canton Ticino o Cantone Ticino (in dialetto ticinese e comasco Tesìn, Tasìn o Tisìn; in tedesco, francese e romancio Tessin ), ufficialmente Repubblica e Cantone Ticino, è il cantone più meridionale della Svizzera ed è situato quasi completamente sul versante meridionale delle Alpi, se si eccettua una piccola porzione di territorio lungo l'alto corso del fiume Reuss, appartenente al bacino idrografico del Reno e la val Cadlimo (dove si trova la sorgente del Reno di Medel). Prende il nome dall'omonimo fiume, che lo attraversa dalla sorgente al Passo della Novena fino al lago Maggiore.
Secondo la Costituzione cantonale «il Cantone Ticino è una repubblica democratica di cultura e lingua italiane» (art. 1 Cost.) e il preambolo chiarisce che «il popolo ticinese» è «fedele al compito storico di interpretare la cultura italiana nella Confederazione elvetica» (Preambolo della Costituzione).

## Geografia fisica
Il Cantone Ticino è l'unico cantone della Confederazione elvetica situato quasi interamente a sud delle Alpi, eccettuando l'alta valle della Reuss e la val Cadlimo (dove si trova la sorgente del Reno di Medel). Ha una superficie di 2812,46 km², pari al 6,8% dell'intera superficie svizzera. Il territorio cantonale è in buona parte delimitato dal confine con l'Italia (provincia del Verbano-Cusio-Ossola in Piemonte, di Varese e Como in Lombardia), con la quale confina a est, ovest e sud. A nord-ovest confina con il Canton Vallese, a nord con il Canton Uri, e a nord-est con il Cantone dei Grigioni. Circa tre quarti della sua superficie sono considerati terreno improduttivo. Le foreste coprono circa un terzo dell'area del Cantone, ma anche i laghi (Verbano e Ceresio) compongono una parte considerevole del territorio. All'interno del suo territorio è situata l'exclave italiana di Campione d'Italia.
Il Ticino è il principale fiume del Cantone. Il suo bacino idrografico copre gran parte del territorio, scorrendo da nord-ovest attraverso la Val Bedretto e la Valle Leventina, per entrare nel lago Maggiore in corrispondenza delle "Bolle di Magadino". Quest'ultima è una zona paludosa, non distante da Locarno, in cui trova posto una riserva naturale di rilevanza nazionale, costituita dalle foci dei fiumi Ticino e Verzasca. La Reuss, fiume appartenente al bacino del Reno, nasce nel Cantone, a poca distanza dal Passo del San Gottardo.
I principali affluenti del fiume Ticino sono il Brenno nella Valle di Blenio e la Moesa nella Val Mesolcina. Gran parte del Sopraceneri, la parte settentrionale del Cantone, è stata modellata dal fiume, che vi forma un'ampia valle conosciuta come Valle Riviera. Le terre occidentali del Cantone sono invece bagnate dal fiume Maggia, cui ci si riferisce al femminile (la Maggia), mentre il bacino della Verzasca, che ha origine nella valle omonima, si trova tra il Ticino e la Maggia.
Il bacino idrografico del Cantone Ticino meridionale alimenta invece il lago di Lugano, che, attraverso il fiume Tresa, confluisce anch'esso nel lago Maggiore e perciò nel fiume Ticino. Gran parte del territorio è tradizionalmente considerato come parte delle Alpi, ma la punta meridionale, il Mendrisiotto, può essere accorpata alla Pianura Padana.
Gli unici torrenti non tributari direttamente o indirettamente del Ticino sono il Breggia e il Faloppia tributari del lago di Como e quindi dell'Adda; il Gaggiolo e la Morea, tributari dell'Olona.
Il Cantone è tradizionalmente diviso in due grosse regioni separate dal Monte Ceneri, dette per l'appunto Sopraceneri e Sottoceneri. Tale divisione ha una certa rilevanza dal profilo socioeconomico. In effetti, il Sottoceneri risente della vicinanza con l'Italia e la piazza finanziaria milanese, che ha comportato un forte sviluppo del settore bancario e assicurativo nella città di Lugano.

### Rilievi

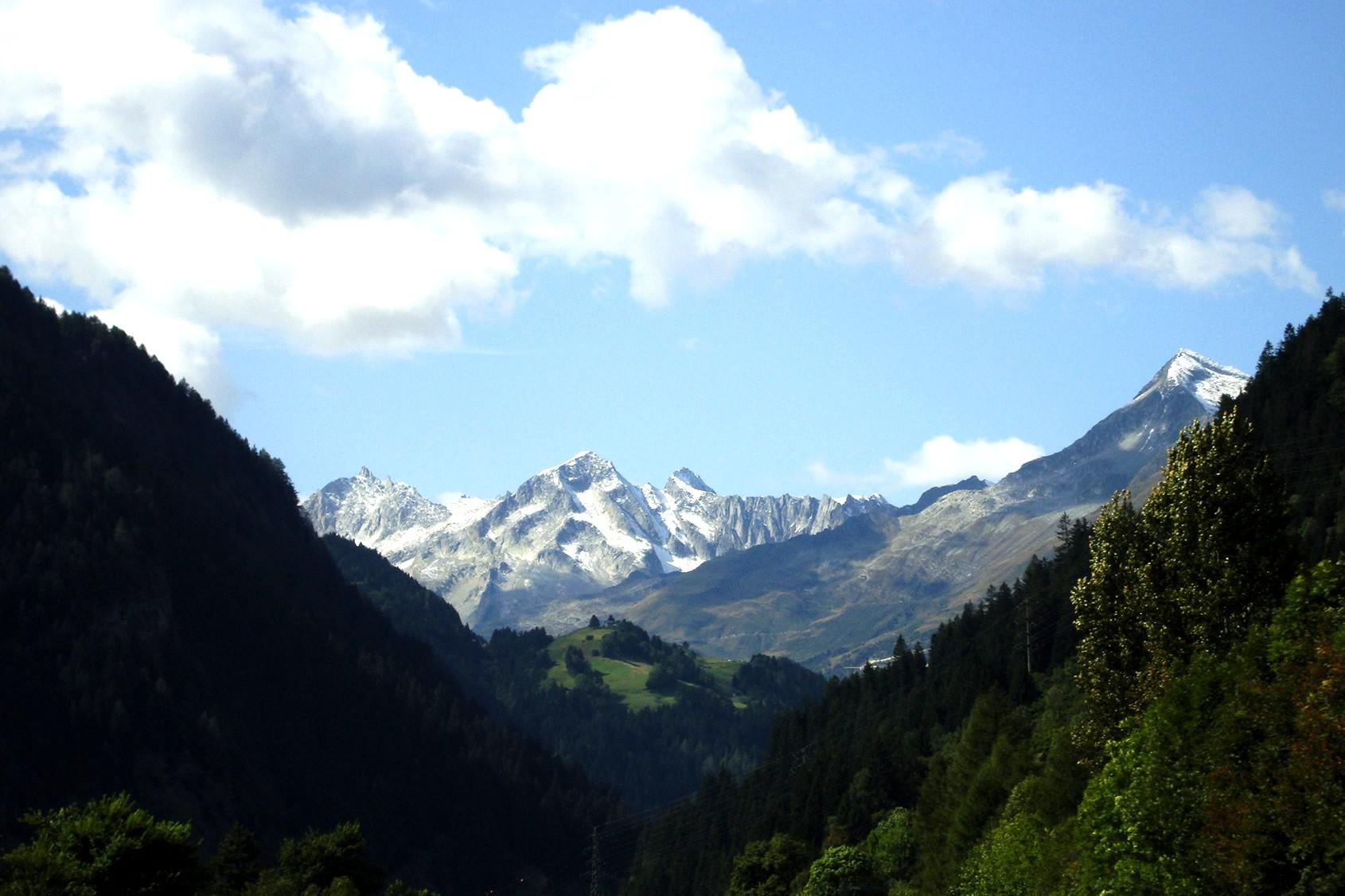
Valle Leventina nelle aree montuose del nord del Ticino

Il Cantone è interessato dalle seguenti sezioni e sottosezioni alpine:
- Prealpi Luganesi (Prealpi Comasche e Prealpi Varesine);
- Alpi Lepontine (Alpi del Monte Leone e del San Gottardo, Alpi Ticinesi e del Verbano, Alpi dell'Adula).

La montagna più alta del Cantone è l'Adula che raggiunge i 3402 m s.l.m.
La vetta più alta interamente su territorio ticinese è il Campo Tencia, 3071 m s.l.m.; questo primato è contestato da un gruppo di bleniesi, che lo attribuisce alla Cima di Aquila, con 3128 m s.l.m.

## Storia

### L'antichità e il Medioevo
Sono stati molti i ritrovamenti di cimeli funerari intorno all'inizio dell'età del ferro o della fine dell'età del bronzo; tutti riguardano zone comprese tra l'area locarnese costeggiante il Verbano fra i fiumi Maggia e Verzasca, e quella bellinzonese, compresa la zona di Sementina e Gudo dove sono stati ritrovate molte tombe e oggetti con iscrizioni nell'alfabeto nord-etrusco. Il fiume Ticino, e il lago stesso arrivavano quasi a toccare la roccia della montagna, e questa mancanza di ritrovamenti nel piano di Magadino prova che l'estensione del Verbano era assai maggiore di quella del ventunesimo secolo.
Nell'antichità, le terre del Ticino erano abitate da popolazioni celtiche: i Leponzi. La regione venne annessa all'Impero romano relativamente tardi, probabilmente all'inizio del principato. Il Ticino venne annesso alla Regio Transpadana, così come tutti i territori a sud delle Alpi. La presenza romana in Ticino è attestata sia dalla toponomastica (innumerevoli i toponimi in «vicus» o «villa»: Sonvico, Mezzovico, Villa Luganese, Villa Bedretto, ecc.) sia dai ritrovamenti – ad esempio a Bellinzona con i resti delle mura di un'antica fortezza romana sul sito dov'è poi stata edificata la rocca di Castel Grande, Locarno, Minusio, Muralto, Bioggio e Tesserete –, alcuni più importanti, altri essenzialmente di monete, sarcofaghi, massi avelli e altri oggetti.
Durante il Medioevo, l'area del Cantone Ticino seguì poi le vicende della vicina Lombardia, con le invasioni degli Ostrogoti, dei Longobardi e infine dei Franchi. Le terre ticinesi divennero, all'incirca dopo il 1100, il teatro delle guerre fra i potenti Comuni vicini di Como e Milano, e furono definitivamente conquistate alla metà del XIV secolo dai Duchi di Milano, i Visconti, poi seguiti dagli Sforza.
Nel febbraio del 1182 le vallate di Blenio e Leventina firmarono il Patto di Torre giurandosi reciproca assistenza e, con la distruzione del castello di Serravalle, si liberarono del podestà.

### L'arrivo dei confederati

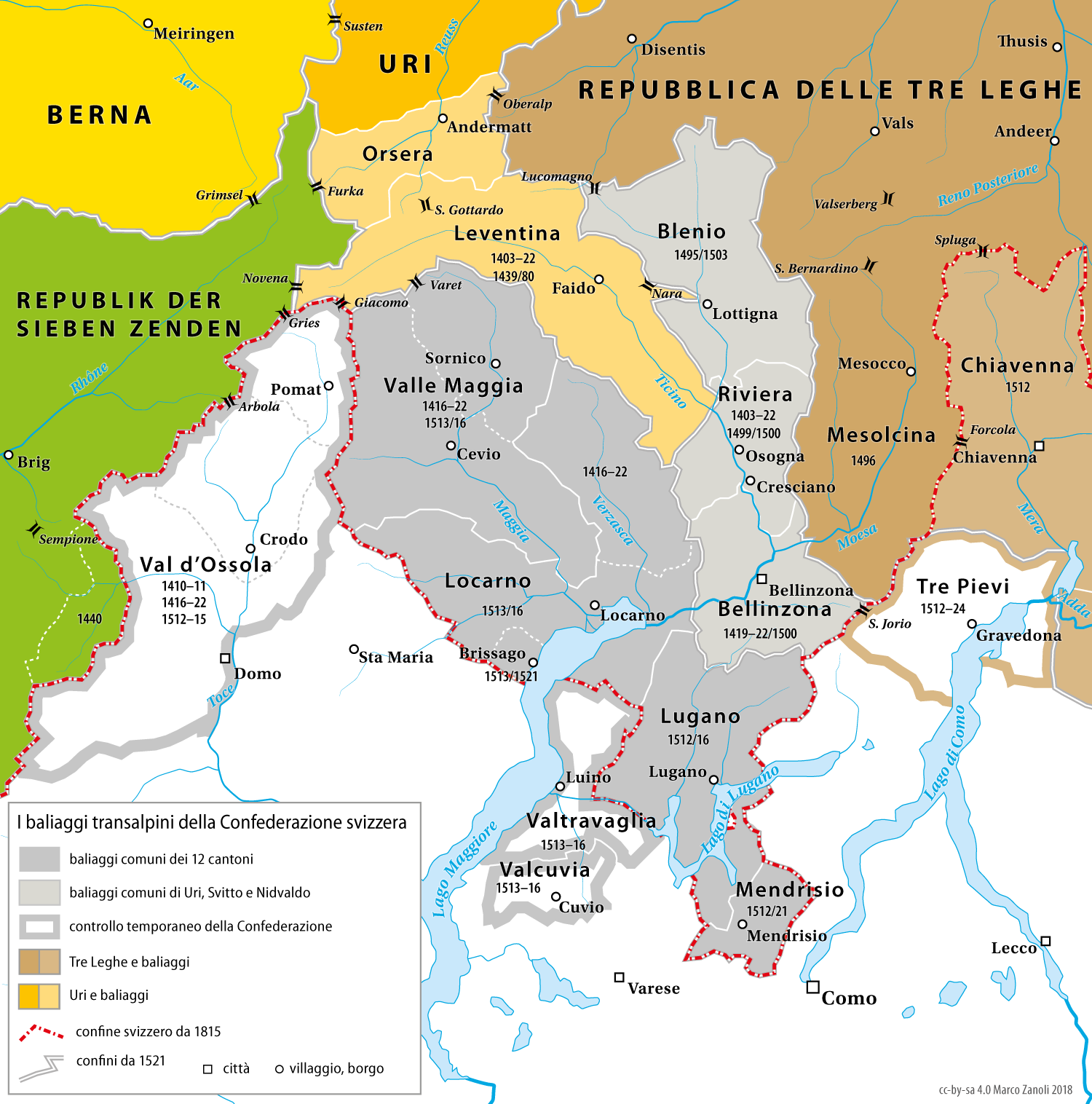
I baliaggi transalpini della Confederazione

Nel frattempo, tuttavia, lungo tutto il corso del XV secolo i confederati svizzeri si erano lanciati alla conquista delle valli a sud delle Alpi, in tre campagne successive. Il Canton Uri conquistò definitivamente la Valle Leventina già nel 1440, dopo che tra il 1403 e il 1422 alcune di queste terre, già annesse con la forza da Uri, erano state perse. In questo contesto si ricordano tre importanti battaglie tra confederati e ducato milanese: Arbedo (1422), Castione (1449) e Giornico (1478).
Successivamente, gli svizzeri approfittarono delle invasioni dei francesi in Italia, che presero avvio a partire dal 1494. Infatti, in una seconda campagna nel 1500 Uri, Svitto e Untervaldo ottennero la città di Bellinzona e la Riviera, anch'esse peraltro già occupate da Uri nel 1419 ma perse nel 1422. Chiamate dagli Stati italiani, nel 1512, per scacciare il re di Francia Luigi XII, le truppe dell'intera Confederazione rimisero alla testa del Ducato di Milano Massimiliano Sforza, che divenne in sostanza un fantoccio degli svizzeri. Questi ultimi furono ricompensati con l'estensione del controllo militare non soltanto sui distretti di Lugano e Mendrisio, ma ben oltre i confini attuali. In Provincia di Varese erano in effetti svizzere la Valtravaglia e la Valcuvia, in cima al lago di Como la terra detta «delle Tre Pievi» e infine pure parte della Val d'Ossola.
Ben presto, però, la situazione mutò e già nel 1515 il confine fu portato alla sua posizione attuale, dopo la sconfitta patita dagli elvetici nella battaglia di Marignano (città poi ribattezzata Melegnano) per opera di Francesco I di Francia. Il nuovo sovrano francese calò infatti nuovamente in Italia, stregato dal sogno che già aveva attratto nella penisola i suoi predecessori.

### I baliaggi nella Confederazione svizzera
Con l'anno 1515 prese dunque avvio il periodo detto dei confederati. I territori che nel 1803 costituiranno il Cantone Ticino erano suddivisi in otto baliaggi, in linea di massima corrispondenti agli attuali distretti.
I baliaggi cisalpini non appartenevano però tutti ai tredici cantoni, che formavano allora la Confederazione Elvetica. Infatti, mentre la Leventina dipendeva solamente dal Canton Uri, gli odierni distretti di Blenio, Riviera e Bellinzona erano baliaggi, oltre che di Uri, anche di Svitto e del Semicantone di Nidvaldo. Il restante territorio ticinese, invece, era spartito in quattro baliaggi di proprietà comune dei dodici cantoni, i cosiddetti Baliaggi Ultramontani o Ennetbergische Vogteien.
Degno di nota l'evento della buzza di Biasca nel 1515 che ebbe importanti ripercussioni per i secoli seguenti nel Sopraceneri.
Il dominio confederato si manifestò praticamente solo in ambito giudiziario. Al di fuori dell'ambito giudiziario, il potere venne lasciato alle autorità locali. Nei baliaggi svizzeri, infatti, a differenza di quanto accadde in Lombardia, sono sopravvissute le istituzioni del patriziato e del Consiglio parrocchiale (l'assemblea, eletta dai cattolici di un villaggio, che amministra le proprietà della parrocchia). Lo scarso interesse, di fatto, mostrato dai cantoni sovrani, venne ampiamente compensato, oltre che da un regime fiscale moderato (l'unico bene tassato era il vino) dall'appartenenza dei baliaggi a uno Stato neutrale, nel mezzo di un'Europa lacerata da continue guerre. Questa felice marginalizzazione si riflette nell'assenza di grandi eventi storici in questo periodo. Degni di menzione, sono comunque due episodi:

### La Riforma e la Controriforma
Benché la Svizzera fosse uno dei centri della Riforma protestante, i baliaggi ticinesi rimasero cattolici: chi si convertiva al protestantesimo era obbligato a trasferirsi nei cantoni protestanti; come «contropartita» ai baliaggi venne risparmiata l'inquisizione. Attorno al 1550 si formò a Locarno una comunità protestante di circa 55 famiglie; per timore che la nuova fede si espandesse a sud delle Alpi, la comunità venne espulsa il 3 marzo 1555 in base a una decisione che la Dieta dei cantoni svizzeri dell'anno precedente aveva rimesso all'arbitrato di due cantoni di religione mista (Appenzello e Glarona). Questi ultimi, infatti, avevano deciso che i locarnesi aderenti alla nuova confessione avrebbero dovuto tornare all'antica fede, oppure espatriare. La maggior parte delle famiglie trovò riparo oltralpe, in particolare a Zurigo.
Nonostante le Diete di Ilanz del 1524 e del 1526 avessero proclamato la libertà di culto nella vicina Repubblica delle Tre Leghe (successivamente diventato Cantone dei Grigioni) nelle terre del Ticino, per secoli il cattolicesimo rimase l'unica confessione consentita dalle autorità nei baliaggi che formano il Cantone Ticino. Dal punto di vista ecclesiastico il territorio ticinese era diviso tra le Diocesi di Como e Milano.
In questa lotta contro la Riforma si distinse Carlo Borromeo, il quale combatté il protestantesimo nelle valli svizzere di lingua italiana, imponendo rigidamente i dettami del Concilio di Trento. Nella sua visita pastorale in Val Mesolcina del 1583, fece processare per stregoneria centocinquanta persone. Questo è uno dei processi per stregoneria meglio documentati nella storia del periodo (ci è infatti giunta la cronaca del compagno di viaggio di Carlo Borromeo, il gesuita Achille Gagliardi). Tra gli arrestati un centinaio erano donne e molti furono i torturati (la tortura era una prassi comune per chiunque venisse arrestato con l'accusa di stregoneria, inoltre era sufficiente negare l'esistenza delle streghe per essere condannati a morte). I condannati al rogo furono undici: il prevosto e dieci donne, di cui otto vennero condannate al rogo appese a testa in giù.

### La rivolta della Val Leventina
Scoppiata nel 1755, fu legata a una lunga serie di attacchi alle prerogative della Valle Leventina, fino ad allora conservate nelle sue secolari istituzioni e consuetudini. Al momento della conquista, gli Svizzeri si erano infatti impegnati a rispettare le leggi e consuetudini preesistenti, anzi ne avevano imposto l'osservanza ai balivi da loro inviati, salva tuttavia la possibilità per i cantoni svizzeri di rettificarle successivamente. Fu proprio uno di questi tentativi di modifica a scatenare la rivolta. L'insurrezione si concluse con la condanna a morte dei tre principali arrestati, con la revoca di molti diritti di cui la valle godeva e, in particolare, con la completa riforma degli statuti vallerani.

### Verso la formazione e l'indipendenza del Cantone
Durante il periodo della Repubblica Elvetica, per decisione di Napoleone Bonaparte i baliaggi vennero riuniti a formare, nel 1798, due diversi cantoni: Bellinzona e Lugano. Nel 1803, questi vennero poi definitivamente unificati in un nuovo soggetto, il cui nome venne ideato riprendendo il nome del fiume più importante del territorio: il Ticino. La scelta rifletteva il modello utilizzato nella denominazione dei dipartimenti francesi, adottata dopo la Rivoluzione del 1789.
Nonostante il nuovo Cantone venisse dichiarato, fin dal 1803, Stato membro della Confederazione a pieno titolo, la Francia continuò a gestirne ampiamente gli affari, arrivando fino ad annettere de facto alla Repubblica Cisalpina, seppure per un brevissimo periodo, i distretti meridionali di Muggio e Mendrisio: dal 1810 al 1813 il generale Achille Fontanelli occupò con le sue truppe il Mendrisiotto, con il pretesto di reprimervi il "contrabbando" fra Svizzera e Regno d'Italia.
La capitale del Cantone unificato venne posta a Bellinzona, ma Lugano non accettò questa risoluzione. Il problema fu risolto con la Costituzione del 1814, la quale stabilì che le tre città principali, Bellinzona, Lugano e Locarno, si alternassero ogni sei anni nel ruolo. Questa alternanza durò fino al 1878 quando Bellinzona divenne la capitale unica e permanente.
La prima fase di vita del Cantone durante l'epoca napoleonica fu caratterizzata da un regime liberale filo-francese.

### La Restaurazione e il governo dei landamani
La caduta di Napoleone fu seguita da una ripresa di vigore da parte delle monarchie assolute; anche in Svizzera e nel Cantone Ticino si assistette dunque al ritorno dei vecchi governi aristocratici e al rafforzamento del potere dell'Esecutivo a scapito dei Parlamenti cantonali, con le cariche politiche riservate per di più a una ristretta cerchia di cittadini abbienti. Nel Cantone Ticino furono elaborati vari progetti costituzionali, il primo respinto dalla Dieta federale perché ritenuto troppo democratico, i successivi rapidamente abortiti anche a causa di sommovimenti di popolo.
Il 3 marzo 1815 entrava così in funzione il primo Esecutivo cantonale, denominato Consiglio di Stato. Era composto di undici membri, eletti per un mandato di sei anni dal Legislativo, il Gran Consiglio: va sottolineato che i Ministri cantonali continuavano a far parte di questo organismo.
Anche se gli anni 1815-1830 furono caratterizzati dal tentativo di singoli personaggi, in primis il discusso Landamano Giovanni Battista Quadri, di governare sostanzialmente in modo autoritario, il governo fu sempre assicurato da un collegio. Che il Landamano non godesse di un potere incontrastato rispetto agli altri membri del Consiglio di Stato è dimostrato proprio dalle gravi tensioni, anche nel seno stesso dell'Esecutivo, create dalle aspirazioni del Quadri.
Va comunque preso atto che, nel periodo chiamato «Regime del Landamani», per circa 15 anni il Cantone come l'intera Svizzera ritrovò una relativa quiete, seppur sotto la tutela dell'Impero austriaco, e si dotò di nuove comode strade carrozzabili e ponti in pietra.

### La rivoluzione del 1839, la controrivoluzione del 1841 e le loro conseguenze
Il XIX secolo, fino al 1890, fu caratterizzato dalle continue lotte con vari capovolgimenti fra liberali e conservatori, anche se la Costituzione del 1830 rimase formalmente in vigore fino al 1997. La rivoluzione liberale ticinese che fece terminare il "regime del Quadri" giunse addirittura prima della rivoluzione parigina di luglio del 1830 e venne consacrata nel testo costituzionale del 30 giugno 1830, opera di Stefano Franscini. Ma le pressioni non si placarono, a causa dei contrasti mai sopiti tra le due fazioni. Nel 1839 - quando le elezioni registrarono una vittoria dei conservatori - i liberali approfittarono dell'indignazione sorta per l'espulsione dal Cantone, decretata dal nuovo governo, dei mazziniani e patrioti italiani Giacomo e Filippo Ciani. Con un colpo di mano, fu così abbattuto il governo conservatore. Le successive elezioni sancirono la vittoria liberale, ma un analogo tentativo dei conservatori di rovesciare l'esito elettorale si produsse nel 1841: il fallito golpe terminò con l'impiccagione del loro capo Giuseppe Nessi.
I liberali approfittarono quindi di una lunga stagione di governo (1839-1875) per perseguire una politica di secolarizzazione della società: in particolare, con la chiusura dei monasteri, l'esclusione del clero dall'insegnamento e la soppressione dei collegi religiosi. In parallelo, venne rafforzato l'insegnamento pubblico.
All'epoca, era naturale la simpatia dei liberali ticinesi per il movimento risorgimentale. La reazione dell'Austria all'appoggio ticinese verso la causa italiana non si fece attendere e, dopo la prima guerra di indipendenza italiana del 1848, l'Austria impose nel 1853 un blocco economico verso il Cantone Ticino ed espulse migliaia di ticinesi dal Regno Lombardo-Veneto.
Tale misura, insieme con l'adozione in Svizzera della nuova costituzione federale più centralista del 1848, contribuì a spostare piano piano il baricentro del Cantone verso nord. Il 28 luglio 1854 l'Austria permise l'esportazione del grano lombardo verso il Cantone Ticino.
Dopo che, nel 1854-1855, i liberali rischiarono di perdere la maggioranza, si registrò un'accelerazione della politica di laicizzazione. Il clero venne così escluso dall'elettorato, sia attivo sia passivo, e venne pure richiesta, fra altre misure, la separazione del Cantone Ticino dalle diocesi di Como e Milano.

### Il Cantone Ticino durante e dopo il Sonderbund
Nel 1845, allo scoppio del Sonderbund, il Cantone Ticino decise di rimanere, nonostante la vocazione cattolica, fedele al governo federale di Berna, nel quale i liberali detenevano la maggioranza. Di fatto il Cantone, che subì un tentativo d'invasione urana, non partecipò alle campagne di guerra civile tra liberali e conservatori.

### Il ritorno dei conservatori
Nel 1875 il partito liberal-conservatore riconquistò la maggioranza e nei mesi seguenti la tensione crebbe tanto da giungere a una sparatoria fra liberali e conservatori: avvenne il 22 ottobre 1876, alle terme di Stabio, durante il quale furono uccisi i liberali Guglielmo Pedroni, Giovanni Moresi e Giovan Battista Cattaneo e il conservatore Andrea Giorgetti. Grazie all'intervento del commissario federale, fu comunque possibile organizzare nuove elezioni, il 21 gennaio 1877, che sancirono la definitiva vittoria dei conservatori. Questi ultimi consolidarono negli anni seguenti il loro potere grazie a una paziente politica di amministrazione del sistema elettorale. Soprattutto, pesarono misure come i collegi elettorali, detti circoli, costruiti "ad hoc" e una modifica nell'attribuzione dei seggi. Questi non vennero più assegnati secondo la popolazione realmente presente, ma in base agli iscritti all'anagrafe: in questa categoria allargata figuravano di conseguenza anche gli emigrati da tempo all'estero, numerosi specie nelle Valli superiori tendenzialmente conservatrici.
Risale a questa fase la definitiva assegnazione del ruolo di capitale cantonale a Bellinzona, passaggio compiutosi nel 1878.
I rapporti fra i due partiti rimasero peraltro tesissimi. A ciò contribuiva – oltre alla politica di ristabilimento di più sereni rapporti tra Stato e Chiesa perseguita dai conservatori – pure il processo per i fatti di Stabio. La relativa inchiesta che divise il Cantone durò più di tre anni e vani furono i tentativi di giungere a un'amnistia generale. Il dibattimento prese avvio il 26 febbraio 1880 e vide fra i principali imputati il conservatore Luigi Catenazzi, farmacista, come accusato dell'omicidio del Pedroni e il colonnello avvocato Pietro Mola con altri liberali per la morte di Andrea Giorgetti. La sentenza del 17 maggio 1880 assolse tutte le persone coinvolte (vi erano stati infatti 7 voti di condanna invece degli 8 su 12 richiesti dalla legge).
Nel 1882 mediante una riforma costituzionale fu introdotto il referendum. Nel 1888 la legge ecclesiastica fu modificata in senso più favorevole alla Chiesa cattolica. Nel frattempo la Santa Sede aveva disposto la separazione del Cantone Ticino dalle diocesi di Milano e Como e la sua unione a quella di Basilea con nomina per il Cantone Ticino di un amministratore apostolico con sede a Lugano.

### La rivoluzione del 1890

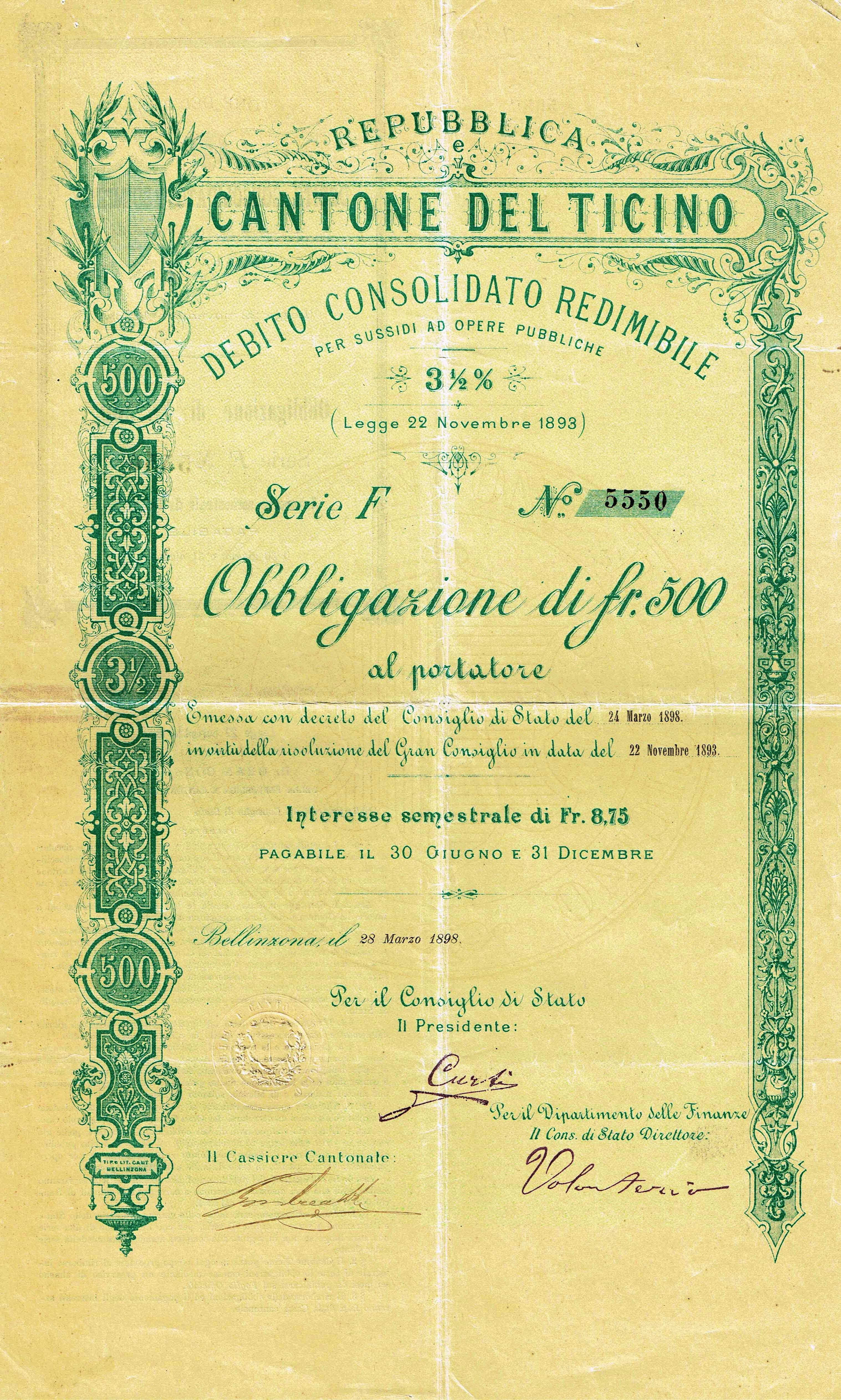
Vincolo di 500 franchi del Cantone Ticino il 28 marzo 1898

I conservatori al potere disegnarono i circoli elettorali in modo da assicurarsi il massimo numero di deputati con il minimo dei voti. Alle elezioni del 3 marzo 1889, pur con uno scarto di pochissimi voti, risultarono così eletti 75 conservatori e 37 liberali. Scoppiarono gravi scontri tra le due fazioni: i liberali imputavano inoltre ai conservatori una serie di illecite cancellazioni dalle liste di candidati liberali. L'11 settembre 1890 scoppiò la cosiddetta rivoluzione del 1890: i rivoltosi (Brenno Bertoni, Rinaldo Simen, Romeo Manzoni, ecc.) presero d'assalto il palazzo governativo di Bellinzona, Angelo Castioni con una fucilata uccise il giovane Consigliere di Stato Luigi Rossi (1864-1890) e instaurarono un governo provvisorio interamente composto di liberali.
Il Consiglio federale fece intervenire l'esercito per appianare la tensione e riuscì a imporre un governo di transizione composto da liberali e conservatori diretto da un esponente di centro, Agostino Soldati. Nel 1893 fu varato nel Cantone Ticino, per la prima volta in Svizzera, un sistema elettivo proporzionale per l'esecutivo. I liberali andarono tuttavia rinsaldando la loro maggioranza. Il nuovo quadro politico, che modernizzò il Cantone Ticino, fu completato con la nascita del movimento socialista, costituitosi nel Partito Socialista Svizzero nel 1888 ed entrato nel governo cantonale nel 1922.
Durante tutto l'Ottocento, il Cantone, produttore essenzialmente di prodotti agricoli (paglia, tabacco, seta, formaggi) soffrì di una grave arretratezza economica, che si espresse in una forte emigrazione non soltanto verso i Paesi europei ma anche Oltreoceano. La lotta contro l'analfabetismo incominciata dal Franscini si trasformò in una più decisa politica di istruzione popolare che sfociò anche nel potenziamento delle scuole secondarie cantonali.
Solo con l'affermarsi del turismo e di una prima industrializzazione, a inizio Novecento, la situazione cominciò a mutare. Accanto all'emigrazione, vi fu una forte immigrazione di mano d'opera italiana, in particolare nei settori dell'edilizia e delle cave di pietra. È stato soltanto a partire dagli anni 1960, in concomitanza con il boom immobiliare, che il Cantone si è sempre più affermato come importante piazza finanziaria e di servizi, in particolare con riferimento alla vicina Italia. La fondazione nel 1996 dell'Università della Svizzera italiana ha rappresentato il coronamento di un lungo periodo di crescita economica e culturale del Paese.

### Terra di esilio
Fin dall'Ottocento il Cantone Ticino fu terra di esuli politici, dapprima repubblicani e federalisti (Lodovico Frapolli, Carlo Cattaneo, i fratelli Ciani), poi internazionalisti (Benoît Malon, Michail Bakunin), quindi socialisti (Mario Tedeschi, Angiolo Cabrini, Giuseppe Rensi, Enrico Bignami, Tito Barboni), anarchici (Pietro Gori) e sindacalisti rivoluzionari (Angelo Oliviero Olivetti, Giulio Barni, Alceste de Ambris). Ebbero la protezione locale di liberali, radicali e socialisti. Questo triangolo di terra incuneato nell'Insubria ospitò, durante il periodo tra le due guerre mondiali, anche molti esuli antifascisti e alcuni ebrei (Alberto Vigevani).
Negli anni settanta, il Cantone Ticino accolse numerosi rifugiati cileni che fuggirono la repressione seguita al colpo di Stato dell'11 settembre 1973 in Cile. Nei decenni successivi giungono in Ticino anche un nutrito numero di persone provenienti dai Balcani occidentali, in fuga dai conflitti in Jugoslavia e Kosovo. In virtù di questi ampi e costanti flussi migratori nella storia, oltre il 27% delle persone residenti in Ticino sono considerate straniere - un numero superiore alla media svizzera, che già si situa a un notevole 25%. Altri flussi migratori dalle conseguenze demografiche ben visibili ancora oggi includono quello composto da persone in fuga dal regime di Salazar in Portogallo soprattutto nella prima metà del '900.
Rifugiati politici, immigrazione economica e emigrazione hanno giocato un ruolo molto importante nella costruzione dell'identità ticinese. Quello della multiculturalità è un tema politico molto sentito, e la prevalenza di famiglie di origine straniera ha portato alla nascita del termine "secondos", usato per definire persone nate e cresciute in Svizzera da genitori stranieri.
Sempre in quegli anni, alcuni gruppi extraparlamentari ticinesi come il Movimento Giovanile Progressista-Lotta di Classe, con ramificazioni a Zurigo, l'Organizzazione Anarchica Ticinese e più tardi Soccorso rosso svilupparono persino una rete di sostegno attivo e verbale nei confronti dei militanti di estrema sinistra italiani. Tale sostegno permise la creazione di una rete di accoglienza e collaborazione militare, specializzata nei furti di armi nei depositi militari dell'Esercito svizzero. L'attività di appoggio sovversivo portò in Ticino numerosi esponenti della lotta armata italiana, tra i quali Valerio Morucci ed Enzo Fontana. Gianluigi Galli, di «Lotta di Classe», fu arrestato e accusato di favoreggiamento per l'entrata illegale di quattro sovversivi appartenenti al gruppo del Gatto Selvaggio del movimento dell'autonomia. Alcuni militanti di spicco delle Brigate Rosse quali Alvaro Lojacono ebbero contatti con membri del Partito Socialista ticinese, sebbene non vi siano prove di collusione per quanto riguarda i crimini commessi dai brigatisti.

## Società

### Evoluzione demografica
A fine 2005 la popolazione cantonale ammontava a 322 276 abitanti, ma circa 100 000 ticinesi vivevano all'estero, soprattutto in Italia, Germania e Francia. Alla fine del 2006 gli abitanti erano in totale 324 851, con un incremento di 2 575 residenti rispetto al 2005 pari allo 0,8% (leggermente superiore al tasso di crescita nazionale attestatosi allo 0,7%). Su questo tasso d'incremento incide in buona misura il saldo migratorio (695 residenti stranieri in più fra 2006 e 2005). A fine 2021 la popolazione complessiva del Cantone è di 352 181 (stat. 2021) abitanti. Nel giugno 2024 gli abitanti raggiungevano invece il numero di 357 996.
AnnoAbitanti0100.000200.000300.000400.00018501888193019702010Abitanti
A tale evoluzione hanno probabilmente contribuito sia il rafforzamento e la diversificazione dell'economia cantonale, sia il continuo e variegato afflusso di immigrati. La popolazione straniera nel 2007 rappresentava il 26% della popolazione totale, un tasso leggermente superiore alla media svizzera, che si attesta al 23%. Durante i giorni lavorativi entrano nel territorio cantonale circa 78'738 «frontalieri» (lavoratori italiani, residenti nella fascia di confine, che lavorano in Ticino 2023).
La crescente immigrazione, soprattutto negli ultimi anni, ha portato il Ticino ad avere una popolazione composta per quasi un quinto da persone nate in paesi diversi. I paesi maggiormente rappresentati sono l'Italia, il Kosovo, l'Albania, il Portogallo, la Bosnia e Erzegovina e la Croazia.
La città più popolosa è Lugano. Grazie a una serie di aggregazioni con i Comuni della cintura urbana, la sua popolazione è cresciuta all'inizio del XXI secolo fino a quasi 70 000 abitanti. Le altre città principali sono Bellinzona, che è la capitale in cui ha sede il governo cantonale (45 897 abitanti), Locarno e Mendrisio. Di dimensioni inferiori (sotto i 10 000 abitanti) ma con una rilevanza regionale non trascurabile sono i borghi di Airolo, Biasca e Faido nel Ticino settentrionale, e Chiasso nel Ticino Meridionale. La maggior parte della popolazione si situa nei centri urbani nel sud del cantone, più sviluppato e pianeggiante. Il nord è scarsamente popolato, ed include alcuni dei comuni più grandi della Svizzera in termini di superficie.

### Lingue e dialetti

#### Lingue locali
La lingua ufficiale del Cantone Ticino è l'italiano. La lingua lombarda è parlata – in diglossia con l'italiano – in tutto il Cantone, nelle sue varietà ticinese (Sopraceneri) e comasca (Sottoceneri), entrambi appartenenti al ramo occidentale. È l'unico cantone svizzero in cui l'italiano è la lingua maggioritaria.
Con la rivoluzione industriale e l'arrivo in Ticino di infrastrutture moderne nasce il cosiddetto "dialetto della ferrovia" (o "koinè ticinese"), una sorta di standard nato dalle nuove possibilità di movimento e scambio tra valli e comuni.
Bosco Gurin è l'unico comune ticinese in cui, a fianco dell'italiano, è riconosciuta ufficialmente anche la lingua tedesca: una parte dei suoi abitanti, i Walser, parla, infatti, il Guryner Titsch (o Ditsch).
L'Ufficio di Statistica del Canton Ticino pubblica indagini a campione sulla lingue usate dalla popolazione permanente di oltre 15 anni di età. Le opzioni sono tre, per cui il totale supera il 100%.
| Lingue in Ticino | 2010  | 2015  | 2016  | 2017  | 2018   | 2019   | 2020   | 2021   | 2022   | 2023   |
| ---------------- | ----- | ----- | ----- | ----- | ------ | ------ | ------ | ------ | ------ | ------ |
| Italiano         | 87,7% | 88,5% | 88,8% | 88,8% | 87,93% | 88,60% | 88,18% | 87,93% | 88,05% | 87,40% |
| Tedesco          | 11,1% | 10,9% | 10,7% | 10,5% | 10,70% | 10,22% | 10,32% | 9,69%  | 9,64%  | 9,36%  |
| Inglese          | 2,9%  | 3,2%  | 3,6%  | 3,5%  | 3,88%  | 3,87%  | 4,26%  | 4,26%  | 3,94%  | 4,57%  |
| Francese         | 5,3%  | 4,9%  | 5,1%  | 4,8%  | 5,05%  | 4,70%  | 4,74%  | 4,43%  | 4,21%  | 4,19%  |
| Serbo Croato     | 3,2%  | 2,7%  | 3,0%  | 2,9%  | 2,61%  | 2,72%  | 2,63%  | 2,58%  | 2,60%  | 2,54%  |
| Spagnolo         | 2,1%  | 2,2%  | 2,3%  | 2,4%  | 2,29%  | 2,37%  | 2,30%  | 2,44%  | 2,31%  | 2,46%  |
| Portoghese       | 2,7%  | 3,0%  | 3,0%  | 2,9%  | 2,68%  | 2,46%  | 2,56%  | 2,67%  | 2,55%  | 2,41%  |
| Albanese         | 1,1%  | 1,0%  | 1,0%  | 1,1%  | 1,09%  | 1,01%  | 0,97%  | 1,13%  | 0,97%  | 1,13%  |
| Turco            | 0,3%  | 0,4%  | 0,4%  | 0,4%  | 0,38%  | 0,28%  | 0,37%  | 0,40%  | 0,40%  | 0,41%  |
| Romancio         | 0,1%  | 0,1%  | 0,1%  | 0,1%  | 0,11%  | 0,14%  | 0,11%  | 0,14%  | 0,05%  | 0,10%  |
| Altre lingue     | 3,0%  | 3,6%  | 4,0%  | 3,9%  | 3,57%  | 3,70%  | 3,77%  | 3,85%  | 4,04%  | 4,17%  |

#### Lingue straniere
Nel corso del XX secolo in Ticino si è assistito a un progressivo accrescimento della comunità germanofona: molte persone si sono infatti spostate dai Cantoni di lingua tedesca verso il sud delle Alpi; a questi, si aggiungono annualmente durante la stagione estiva un grande numero di turisti.
La lingua tedesca gode quindi in Ticino di uno status particolarmente elevato ed è conosciuta da ampi strati della popolazione, tanto che nel 2017 i Giovani Liberali Radicali Ticinesi arrivano a proporre di introdurre l'insegnamento del tedesco fin dalla terza elementare; la proposta non si realizzerà per via di dubbi e critiche concernenti la capacità di bambini italofoni di studiare in modo produttivo una lingua di ceppo non latino.
Tale fenomeno – intensificatosi a partire dal 1950 – aveva fatto pensare a una progressiva germanizzazione del Cantone, in particolare dei due distretti a maggiore vocazione turistica, Locarno e Lugano; tali preoccupazioni si sono tuttavia drasticamente ridimensionate a partire dal 1980, da quando si è verificata una costante riduzione della quota di persone di lingua madre tedesca: in termini percentuali, la quota è passata dall'11,1% del 1980 all'8,3% del 2000.
Il francese, più vicino all'italiano, è già insegnato dalle elementari; inglese e tedesco vengono comunque insegnati durante le scuole medie, mentre lingue come lo spagnolo, il latino o il greco sono spesso insegnate in licei e scuole professionali.

### Religione

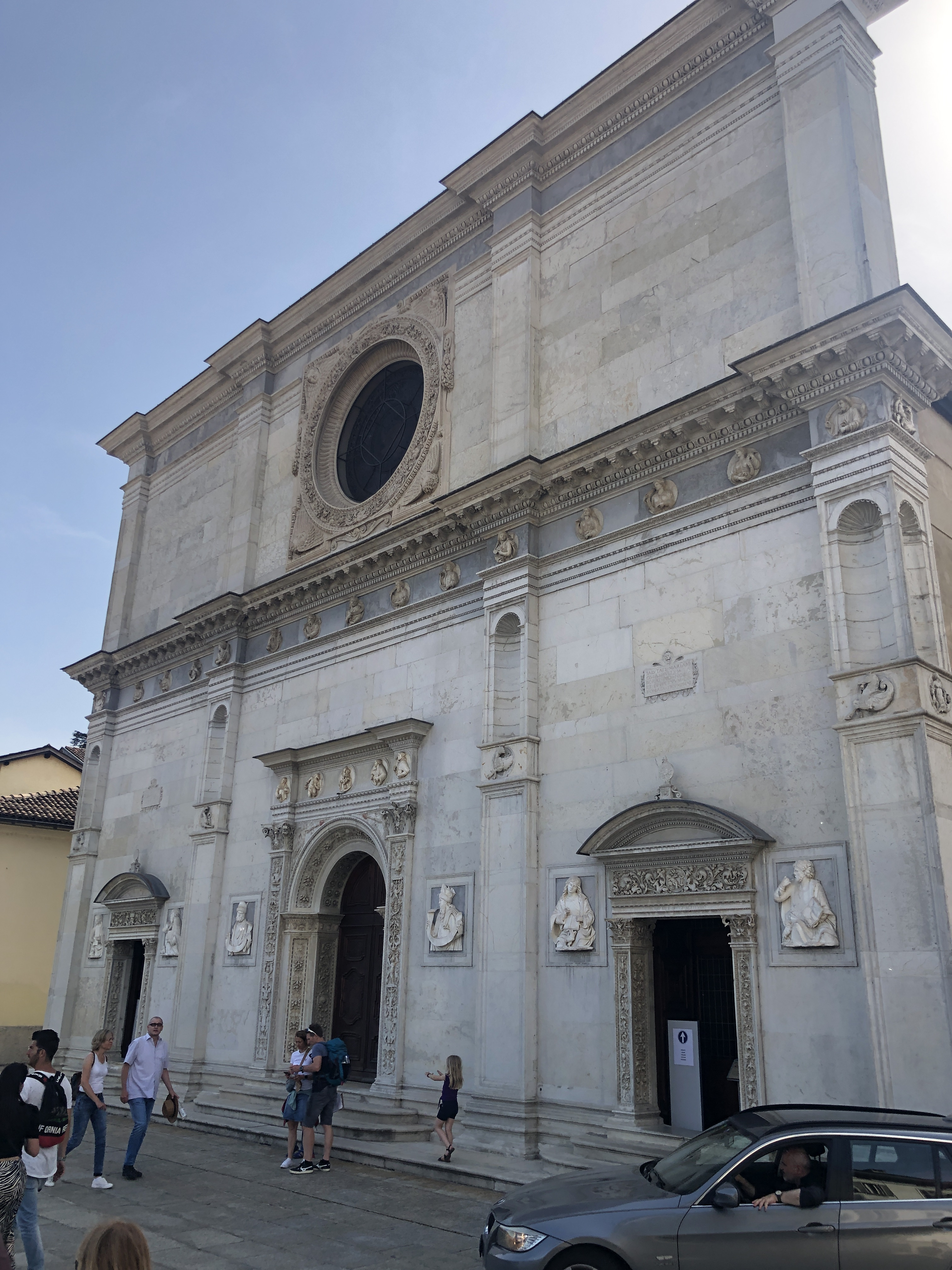
La Cattedrale di San Lorenzo a Lugano

Per secoli il cattolicesimo è rimasta l'unica confessione consentita dalle autorità nei baliaggi che formano il Cantone Ticino, tanto che nel 1555 i membri della comunità riformata di Locarno vennero espulsi e trovarono rifugio a Zurigo. Così nel Cantone, anche nei primi decenni dopo l'indipendenza, la religione cattolica rimase prevalente. La Costituzione cantonale – non dissimilmente da quanto previsto dalla Costituzione federale svizzera – assicura piena libertà di culto ai fedeli di tutte le confessioni. La Chiesa cattolica romana e la Chiesa evangelica riformata godono di personalità giuridica di diritto pubblico: i loro rapporti con lo Stato sono regolati dalla Legge cantonale sulla Chiesa evangelica del 14 aprile 1997 e dalla legge sulla Chiesa cattolica del 16 dicembre 2002 unitamente al relativo regolamento di applicazione del 7 dicembre 2004.
Le Chiese dotate di personalità di diritto pubblico si finanziano – in base a un decreto legislativo del 1992 – grazie all'imposta di culto, alla quale possono essere assoggettate solo le persone fisiche e giuridiche iscritte in uno speciale catalogo compilato da ciascuna Parrocchia. In forza di tale principio, l'imposta di culto è dunque totalmente facoltativa e consente al fedele di autodeterminarsi in piena libertà riguardo alla corrispondenza tra status di membro della Parrocchia e dovere di sovvenire alle necessità finanziarie della stessa. I cattolici del Cantone seguono uno dei due riti: romano o ambrosiano.
Nel ventunesimo secolo, anche a causa della forte immigrazione, il quadro confessionale si è fatto decisamente più vario, come emerge dalle rilevazioni annuali dell'Ufficio di Statistica del Canton Ticino. In notevole incremento gli atei.
| Religioni in Ticino | 2010  | 2015  | 2016  | 2017  | 2018  | 2019  | 2020  | 2021  | 2022  | 2023  |
| ------------------- | ----- | ----- | ----- | ----- | ----- | ----- | ----- | ----- | ----- | ----- |
| Cattolici           | 69,1% | 67,8% | 66,6% | 65,3% | 63,4% | 62,8% | 61,9% | 60,5% | 59,3% | 56,4% |
| Nessuna religione   | 15,9% | 17,8% | 19,6% | 20,1% | 22,8% | 24,2% | 26,4% | 26,3% | 27,6% | 30,5% |
| Altri cristiani     | 5,2%  | 5,5%  | 5,4%  | 5,6%  | 5,3%  | 5,1%  | 5,3%  | 5,5%  | 5,4%  | 5,6%  |
| Protestanti         | 4,5%  | 4,1%  | 3,8%  | 4,0%  | 3,9%  | 3,9%  | 3,6%  | 3,5%  | 3,6%  | 3,2%  |
| Musulmani           | 1,8%  | 2,0%  | 1,8%  | 2,1%  | 2,1%  | 1,9%  | 1,8%  | 2,2%  | 2,2%  | 2,2%  |
| Non risponde        | 2,9%  | 2,1%  | 2,0%  | 1,9%  | 1,7%  | 1,2%  | 1,2%  | 1,3%  | 1,2%  | 1,1%  |
| Altre religioni     | 0,6%  | 0,6%  | 0,6%  | 0,8%  | 0,8%  | 0,7%  | 0,7%  | 0,6%  | 0,7%  | 0,8%  |
| Ebrei               | 0,1%  | 0,2%  | 0,1%  | 0,2%  | 0,1%  | 0,1%  | 0,1%  | 0,1%  | 0,1%  | 0,1%  |

Nel 2000 questo era il panorama religioso del Canton Ticino, come emerge dai dati del censimento:
- cattolici (75,94%)
- protestanti (6,88%)
- ortodossi (2,35%)
- musulmani (1,87%)
- vecchi cattolici (0,18%)
- ebrei (0,12%)
- senza indicazione o senza confessione (12,22%)

Va rilevato che la piccola comunità ebraica è concentrata sostanzialmente a Lugano.

### Formazione, ricerca e sviluppo
Nel campo dell'educazione e della ricerca, nel Cantone Ticino esistono due poli.
- L'Università della Svizzera Italiana (USI) di Lugano è l'unica università svizzera dove si insegna in lingua italiana e inglese. Le facoltà presenti sono: Architettura (a Mendrisio), Economia, Scienze della comunicazione e Informatica. A Lugano vi è pure, con direzione amministrativa separata, una facoltà di Teologia.
- La Scuola Universitaria Professionale della Svizzera Italiana (SUPSI) è invece una scuola universitaria professionale la cui missione si concentra su tre aspetti: la formazione di base, la formazione continua e la ricerca. Il suo atout è quello di saper coniugare la teoria con la pratica professionale.

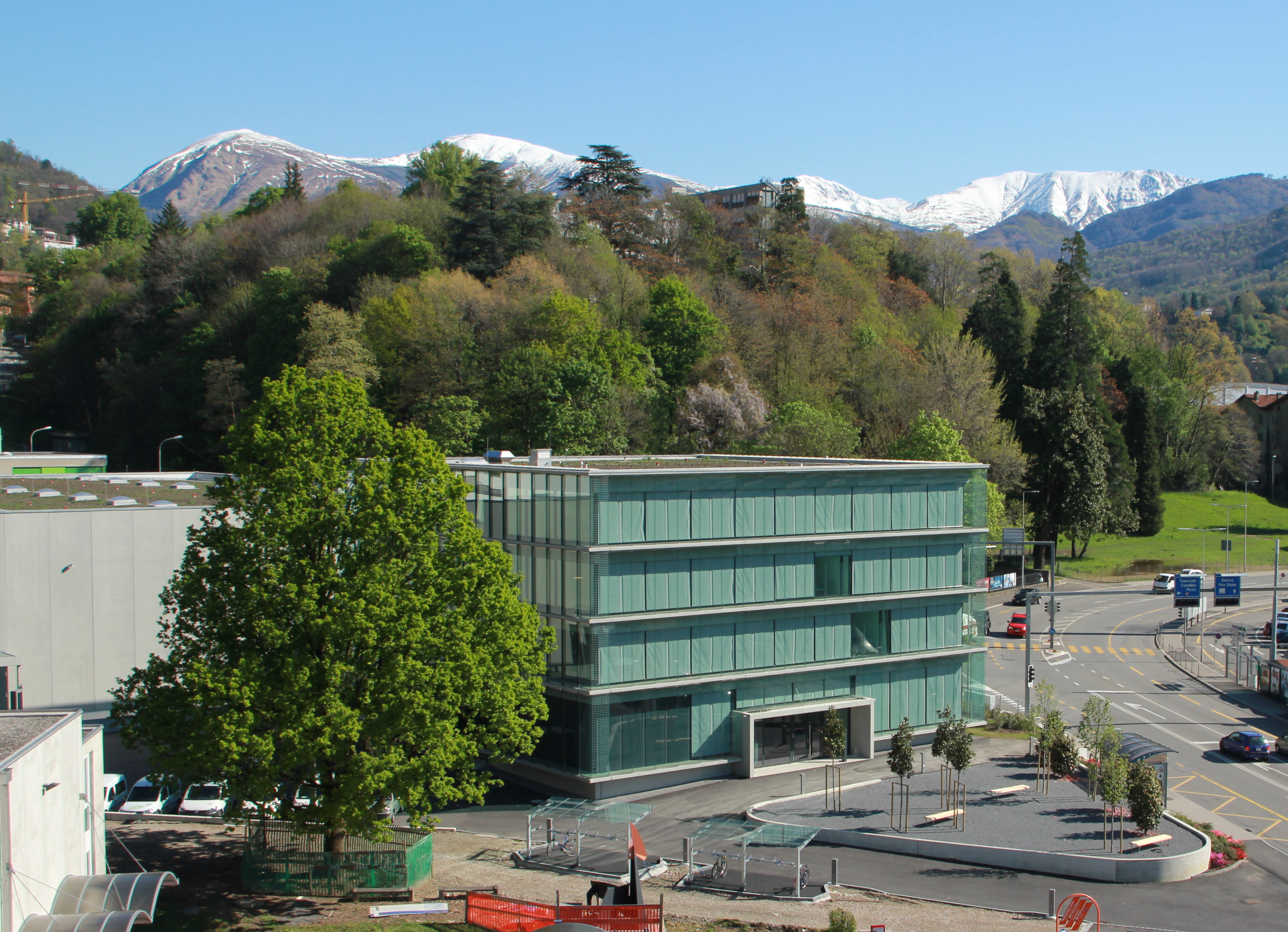
Sede del CSCS a Lugano

Altri istituti di ricerca universitaria presenti in Ticino sono:
- Il Centro Svizzero di Calcolo Scientifico (CSCS )
- L'Istituto Dalle Molle di Studi sull'Intelligenza Artificiale (IDSIA)
- L'Istituto Oncologico di Ricerca (IOR) (IOR Archiviato il 14 dicembre 2014 in Internet Archive.)
- L'Istituto di Ricerca in Biomedicina (IRB)
- L'Istituto di Ricerca in Fisica Solare (IRSOL)
- Il conservatorio della svizzera italiana (Dipartimento Ricerca e Sviluppo) (http://www.artisticresearch.ch/en/research_showcase/past_projects.html)

Da diversi anni vi è stato un fiorire di altre istituzioni culturali, destinate in particolare a italiani in settori universitari dove vige il numero chiuso. Le autorità federali sono intervenute per impedire l'uso di termini come università o ateneo per le istituzioni che non abbiano avuto un pubblico riconoscimento a utilizzare tale denominazione.

### Organizzazione ecclesiastica
Sino al termine del XIX secolo, precisamente fino agli accordi tra Consiglio federale svizzero e Santa Sede del 1884, il Ticino era ecclesiasticamente soggetto in parte alla Diocesi di Milano e in parte a quella di Como.
A seguito di tali accordi, il 7 settembre 1888 papa Leone XIII, con la bolla Ad universam, creò la Diocesi di Lugano, costituendo la Chiesa parrocchiale e collegiata di San Lorenzo di Lugano a cattedrale. Al suo vertice, in un primo tempo, non fu posto un vescovo bensì un Amministratore apostolico. Fu infatti soltanto l'8 marzo 1971, che l'Amministrazione Apostolica del Cantone Ticino fu staccata canonicamente dalla Diocesi di Basilea e si poté parlare per la prima volta, formalmente, di un Vescovo di Lugano.
Come residuo della secolare divisione del Ticino tra la diocesi di Milano e quella di Como si celebrano sia il rito romano sia il rito ambrosiano.

## Politica
Il Cantone Ticino è cantone della Confederazione svizzera con una costituzione e una sovranità limitata soltanto dalla costituzione federale della Confederazione svizzera. La costituzione del Cantone Ticino in vigore è del 1997.

### Ordinamento del cantone

#### Costituzione
(Art. 1 Costituzione della Repubblica e Cantone Ticino del 14 dicembre 1997 (Stato 5 dicembre 2017))
La prima costituzione della Repubblica e Cantone Ticino è del 4 luglio 1830. È del 14 dicembre 1997 la nuova costituzione della Repubblica e Cantone Ticino.

#### Consiglio di Stato (autorità esecutiva)

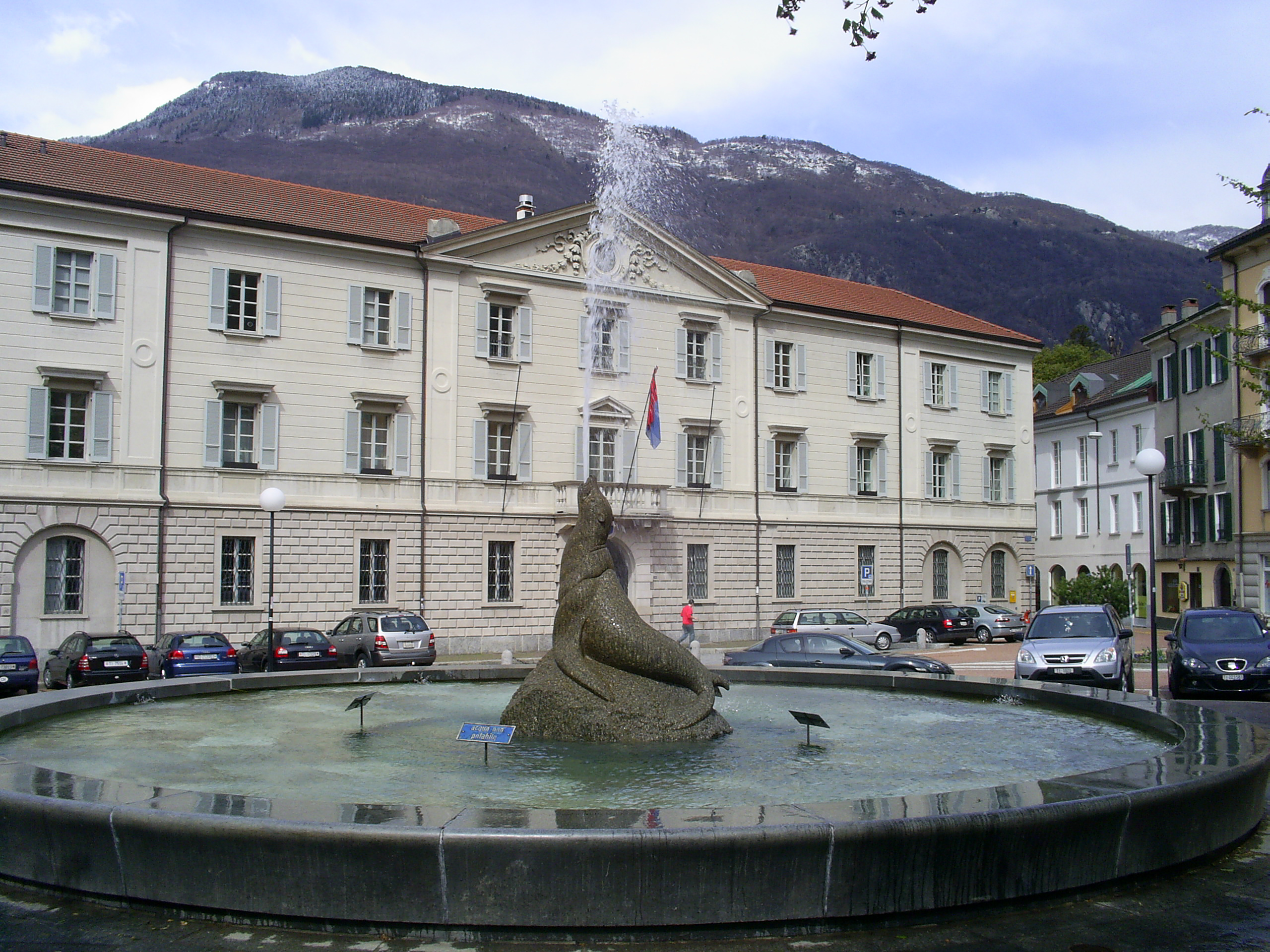
Palazzo del governo ticinese a Bellinzona

Il potere esecutivo cantonale prende il nome di Consiglio di Stato. È composto da cinque membri eletti direttamente dal popolo in un unico circondario, con sistema proporzionale, che restano in carica per una legislatura di 4 anni. All'interno del consesso vengono nominati a rotazione un presidente e un vicepresidente, con funzioni di rappresentanza, che rimangono in carica per un anno. Ogni consigliere assume la direzione di un dipartimento (Dipartimento dell'Educazione, della Cultura e dello Sport - DECS, Dipartimento delle Finanze e dell'Economia - DFE, Dipartimento delle Istituzioni - DI, Dipartimento della Sanità e della Socialità - DSS e Dipartimento del Territorio - DT). Il presidente è nominato annualmente; il Presidente del Consiglio di Stato è Christian Vitta.
Anche all'ultima elezione cantonale i 5 seggi sono stati suddivisi tra Leghisti (2), liberali-radicali (1), Popolari democratici (1), Socialisti (1). Da due elezioni i liberali-radicali hanno perso la maggioranza relativa. Nei decenni precedenti – con l'eccezione della legislatura 1987-1991 con due liberali, due socialisti e un popolare democratico – la composizione del governo era stata la seguente: due liberali, due popolari democratici e un socialista.

#### Gran Consiglio (autorità legislativa)
Il parlamento cantonale è il Gran Consiglio, composto da 90 membri, anch'essi eletti in votazione popolare e in carica per quattro anni. A seguito delle elezioni cantonali del 2 aprile 2023, i seggi del parlamento sono così ripartiti:
- Il Centro - Giovani del Centro: 16
- Avanti con Ticino & Lavoro: 3
- Lega dei Ticinesi: 14
- HelvEthica Ticino: 2
- Partito Comunista - Partito operaio e popolare: 2
- Unione Democratica di Centro: 9
- Partito Verde Liberale - Giovani Verdi Liberali: 2
- Partito Socialista - Gioventù Socialista - Forum Alternativo: 12
- Verdi del Ticino: 5
- Partito Liberale Radicale ticinese: 21
- Più Donne: 2
- Movimento per il Socialismo - Indipendenti: 2

Le scadenze di mandato dei primi decenni del terzo millennio hanno visto una progressiva erosione dei suffragi per i due principali partiti del Cantone, che fino al 1987 disponevano di un elettorato stabile di oltre il 70% (38-39 % i Liberali radicali con circa 35 seggi; 33-35 % i Popolari democratici con circa 30 seggi). A tale flessione elettorale ha corrisposto un incremento delle liste di sinistra e dei populisti di destra, ossia Lega dei Ticinesi e Unione Democratica di Centro.
Vi è anche un parlamento giovanile, il Consiglio Cantonale dei Giovani, organizzato in assemblea plenaria, comitato e segretariato, la cui funzione è solo consultiva e didattica per l'avvicinamento dei giovani alla politica.
Al vertice del potere giudiziario c'è il Tribunale di appello che tramite le sue Corti decide in ultima istanza (di regola in 2. grado) quasi tutte le controversie civili, penali e amministrative.

##### Elezioni federali
Oltre a eleggere Governo e Parlamento cantonali, il popolo ticinese nomina ogni quattro anni due deputati al Consiglio degli Stati (la camera alta, in cui ogni cantone è rappresentato da due deputati) e otto deputati al Consiglio Nazionale Svizzero (la camera bassa, con deputati proporzionali al numero degli abitanti del cantone).

### Suddivisioni amministrative

#### Comuni
I comuni sono enti di diritto pubblico che svolgono i compiti pubblici generali che non sono attribuiti al Cantone o alla Confederazione dalla legge. I comuni hanno come organi l'Assemblea comunale, il Municipio (con il sindaco) e possono istituire il consiglio comunale; sono eletti dal popolo nel comune: il consiglio comunale, il municipio e il sindaco. I comuni possono fondersi e riunirsi in associazioni; il Consiglio di Stato può costituire consorzi di comuni.

##### Comuni più popolati
I primi dieci comuni ticinesi per numero di abitanti sono:
| Stemma     | Comune     | Abitanti | Superficie in km² | Abitanti/ km² | Distretto  |
| ---------- | ---------- | -------- | ----------------- | ------------- | ---------- |
| Lugano     | Lugano     | 68 375   | 75,8              | 902           | Lugano     |
| Bellinzona | Bellinzona | 45 897   | 164,96            | 278           | Bellinzona |
| Locarno    | Locarno    | 16 655   | 19,27             | 864           | Locarno    |
| Mendrisio  | Mendrisio  | 15 820   | 32,01             | 494           | Mendrisio  |
| Chiasso    | Chiasso    | 7 738    | 5,33              | 1451          | Mendrisio  |
| Minusio    | Minusio    | 7 498    | 5,85              | 1281          | Locarno    |
| Massagno   | Massagno   | 6 933    | 0,73              | 9497          | Lugano     |
| Losone     | Losone     | 6 871    | 9,53              | 721           | Locarno    |
| Capriasca  | Capriasca  | 6 849    | 36,35             | 188           | Lugano     |
| Biasca     | Biasca     | 6 219    | 59,12             | 105           | Riviera    |

Dal 1850 al 2022 in Ticino sono avvenute 71 aggregazioni di comuni o separazioni di frazioni dal comune.

##### Evoluzione dei comuni
| Data       | Numero comuni |
| ---------- | ------------- |
| 01.01.1995 | 245           |
| 15.04.2001 | 243           |
| 15.10.2001 | 238           |
| 01.04.2004 | 204           |
| 14.03.2005 | 199           |
| 29.01.2006 | 196           |
| 22.10.2006 | 190           |
| 20.04.2008 | 181           |
| 05.04.2009 | 176           |
| 25.10.2009 | 169           |
| 25.04.2010 | 161           |
| 21.11.2010 | 157           |
| 01.04.2012 | 147           |
| 14.04.2013 | 135           |
| 10.04.2016 | 130           |
| 02.04.2017 | 115           |
| 18.10.2020 | 111           |
| 18.04.2021 | 108           |

#### Distretti
Il Cantone Ticino è suddiviso in 8 distretti. I distretti ticinesi sono una suddivisione amministrativa vestigiale, che non ha più usi ufficiali in virtù dei cambiamenti politici e demografici avvenuti dai tempi in cui vennero tracciati i loro confini. Nonostante questo, i distretti sono ancora ben radicati nella cultura ticinese e vengono sfruttati in diversi modi: ad esempio vengono usati nelle scuole per insegnare nozioni geografiche di base, e durante le elezioni per il Gran Consiglio il Partito Socialista si impegna a selezionare un numero proporzionale di candidati da ogni distretto. 
| Nome                     | Capoluogo  | Abitanti 31-12-2018 | Superficie | Comuni | Mappa |
| ------------------------ | ---------- | ------------------- | ---------- | ------ | ----- |
| Distretto di Bellinzona  | Bellinzona | 55 711              | 224,2 km²  | 6      |       |
| Distretto di Blenio      | Acquarossa | 5 682               | 360,9 km²  | 3      |       |
| Distretto di Leventina   | Faido      | 9 113               | 479,9 km²  | 10     |       |
| Distretto di Locarno     | Locarno    | 64 075              | 551,4 km²  | 23     |       |
| Distretto di Lugano      | Lugano     | 151 592             | 305,2 km²  | 52     |       |
| Distretto di Mendrisio   | Mendrisio  | 50 865              | 101,0 km²  | 11     |       |
| Distretto di Riviera     | Riviera    | 10 335              | 145,2 km²  | 2      |       |
| Distretto di Vallemaggia | Cevio      | 5 970               | 569,5 km²  | 8      |       |

#### Patriziati
I patriziati sono enti di diritto pubblico e sono proprietari di beni di uso comune.

### Simboli

#### Stemma e bandiera
Nella Costituzione del Cantone si legge che lo stemma è partito di rosso e di azzurro; la bandiera è invece un drappo con proporzioni 1:1 troncato delle medesime tinte.
L’esatto significato di stemma è bandiera non è conosciuto, per cui sono state formulate diverse teorie sui colori rosso-blu: per alcune fonti essi deriverebbero dagli smalti predominanti sugli stemmi degli otto distretti, altre invece li fanno risalire ai colori della Francia rivoluzionaria o allo stemma di Parigi, in onore a Napoleone. Parte dell’incertezza è legata al fatto che i colori erano usati su insegne militari già prima della loro adozione per stemma e bandiera a uso anche civile. 
La bandiera fu scelta dal Gran Consiglio il 26 maggio 1803 e adottata il 27 settembre 1804, due mesi dopo la creazione del Cantone, senza che tale decisione venisse motivata. In questa prima occasione, la disposizione dei colori era orizzontale con il rosso sovrastante il blu.
Nel 1809, poi, il Cantone riorganizzò le proprie forze e adottò la bandiera con le iscrizioni in oro «Pro Patria» sulla banda superiore e «Pagus Ticinensis» in quella inferiore. Su proposta del Consiglio di Stato, il Gran Consiglio ticinese approvò il 20 settembre 1922 un decreto legislativo circa i colori e sigillo del Cantone. L'aspetto della bandiera venne regolamentato definitivamente il 6 ottobre 1930 allo scopo di evitare le interpretazioni erronee del suddetto decreto. Nonostante queste regolamentazioni, non vi è rigidità nell'uso di stemma e bandiera: il bicolore rossoblu compare comunemente in diverse dimensioni e configurazioni, mentre la forma dello stemma viene tipicamente stabilita caso per caso in base a criteri estetici. L’amministrazione cantonale adotta invece esclusivamente lo scudo nella sua forma codificata, tipicamente in un logotipo dove è accompagnato dall’abbreviazione TI.
La bandiera ticinese è una delle due bandiere cantonali svizzere (l’altra è quella del Canton Lucerna) a essere blasonata in modo diverso rispetto allo stemma.

Bandiera
Stemma
Logotipo del governo cantonale
Bandiera del 1809

## Economia

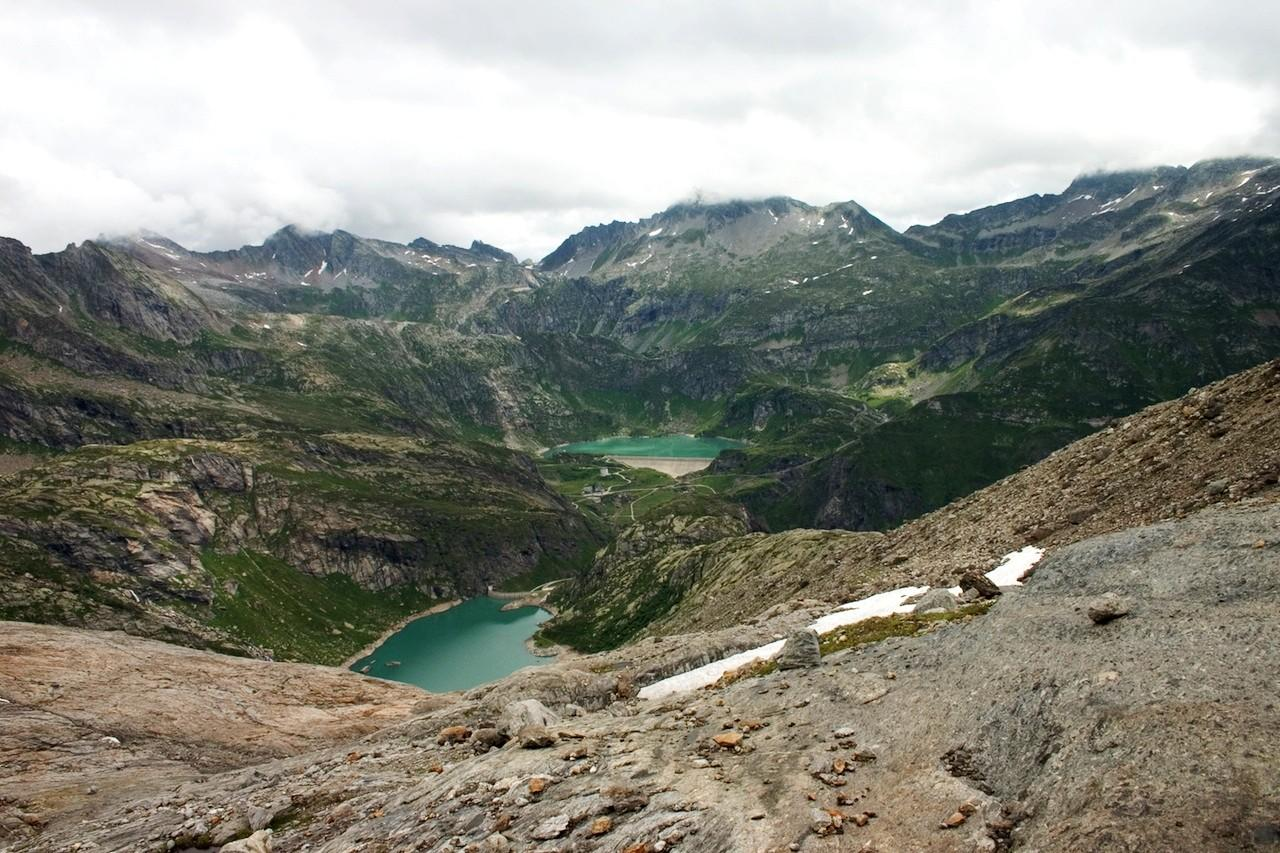
Laghi artificiali nella regione del Basodino

Numerose valli del Cantone, in particolare quelle superiori della Vallemaggia, sono state sfruttate intensivamente a partire dagli anni sessanta per la produzione di energia idroelettrica, come nella regione del ghiacciaio del Basodino. L'elettricità prodotta viene sia usata direttamente nel Cantone sia esportata all'estero. Nelle aree settentrionali permangono comunque anche l'allevamento di bestiame, l'agricoltura di montagna e l'industria del granito. La produzione di vino – qualitativamente molto migliorata negli ultimi decenni – è importante per il Cantone, anche se per il momento la produzione è destinata principalmente al mercato interno svizzero. In proposito, va segnalato che nel 2006 sono stati organizzati grandi festeggiamenti per la ricorrenza dei 100 anni dall'introduzione del vitigno Merlot in Ticino. Altre produzioni agricole comprendono mais, patate, e verdure, specialmente nell'area del Piano di Magadino. Dopo la bonifica del territorio paludoso, il Piano di Magadino è diventato uno dei principali granai della zona. Ha inoltre un ampio valore ambientale, soprattutto la zona delle "bolle", essendo ricco di flora e fauna autoctone.
Il paesaggio, i laghi e il clima mite del Cantone, in particolare se confrontati con quello dei Cantoni d'Oltralpe, attraggono molti visitatori dal resto della Svizzera e dal nord dell'Europa. Il turismo, dopo le prime esperienze di fine Ottocento, è stato a lungo il settore economico più importante del Cantone; soltanto a partire dal secondo dopoguerra vi è stata una progressiva diversificazione dell'economia, con un'accresciuta rilevanza del settore finanziario. Il turismo ha permesso la costruzione e il mantenimento di diverse piccole ferrovie in zone panoramiche delle montagne: un esempio è la Centovallina, che collega Locarno con Domodossola. Un intenso dibattito, negli ultimi anni, ha riguardato la sorte delle stazioni invernali, a causa della frequente mancanza di neve. Dopo una riduzione degli aiuti statali per gli impianti situati a bassa quota, l'attività resiste in particolare a Bosco Gurin e ad Airolo, e in misura minore a Carì, Nara, e in alcune piccole stazioni sciistiche presenti sul territorio. L'industria sciistica ticinese soffre molto la competizione con impianti più ampi, economici e meglio posizionati che si trovano oltralpe o in cantoni vicini come il Grigioni. Le difficoltà finanziarie degli impianti ticinesi portano spesso a costi di entrata più alti o comunque meno convenienti rispetto a strutture di poco più a nord.

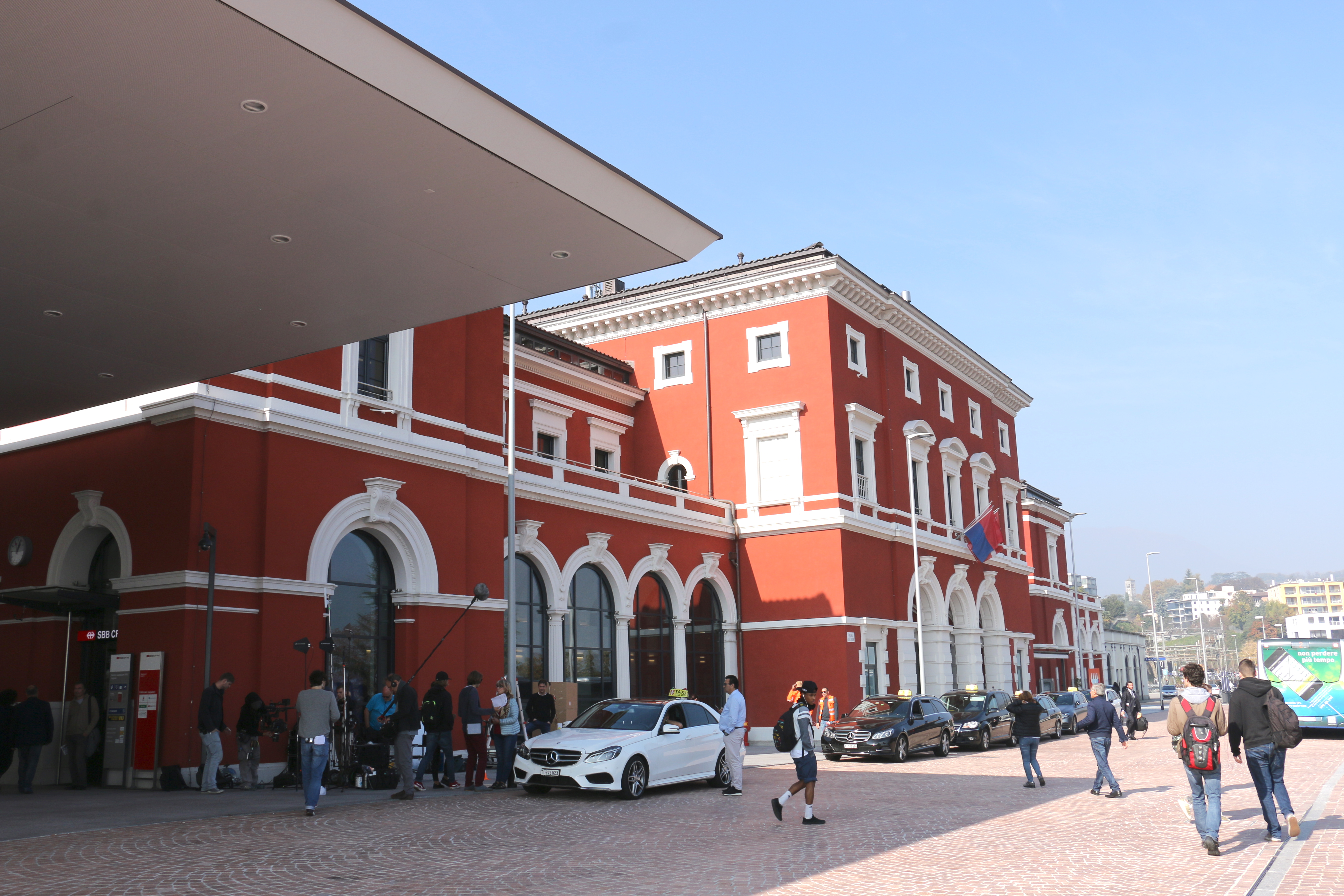
Stazione di Lugano

Per quanto riguarda il settore secondario, nel Cantone Ticino è presente un'industria leggera, concentrata principalmente nelle aree circostanti le tre città principali: Lugano, Locarno e Bellinzona. Il Mendrisiotto, grazie alla vicinanza con l'Italia, sta sviluppando negli ultimi anni una vocazione ad attrarre centri logistici, per lo smistamento di merci in partenza verso i mercati del Nord, oltre a un robusto settore manifatturiero (in cui sono impiegati 11 029 addetti). Sul Piano di Magadino e nell'area a nord di Lugano si segnalano inoltre diverse imprese a carattere innovativo. A partire dagli anni novanta il Cantone Ticino ha saputo sviluppare l'industria: facendo crescere imprese sul suo territorio o attraendole dall'estero con incentivi di vario genere. Secondo il censimento del 2009, in tutti e otto i distretti, gli occupati nel settore manifatturiero (28 465) superano quelli impiegati nei settori bancario e assicurativo messi insieme (11 496).
Tre delle più grandi raffinerie d'oro del mondo hanno sede in Ticino, tra cui la raffineria di Pamp a Castel San Pietro, leader nella produzione di lingotti d'oro. Lugano è la terza piazza finanziaria svizzera dopo Zurigo e Ginevra. La capitale del cantone, Bellinzona, ospita un importante sito e un sito industriale delle Ferrovie Federali Svizzere, nonché il Tribunale penale federale. Manno è diventato un importante centro servizi, sede del Centro nazionale svizzero di supercalcolo dal 1992.
Il Cantone Ticino, in particolare nelle zone rurali, è relativamente dipendente dal turismo, con il 12% della forza lavoro che lavora in questo settore nel 2012. Nel 2017, nel Cantone a sud delle Alpi erano in funzione 1802 ristoranti e 425 alberghi. Il Lago Maggiore, il Lago di Lugano, le città di Bellinzona, Locarno, Ascona e Lugano sono tra i centri turistici più importanti. La diga della Verzasca, nota per la scena d'apertura del film GoldenEye del 1995, è popolare tra i bungee jumping. Swissminiatur a Melide è un parco in miniatura con modelli di oltre 120 attrazioni svizzere. Le Isole di Brissago sul Lago Maggiore sono le uniche isole svizzere a sud delle Alpi e ospitano giardini botanici con 1.600 specie di piante diverse provenienti da tutti e cinque i continenti.
Foxtown, un centro commerciale con 160 negozi e 250 marche, aperto sette giorni su sette e situato a nord di Mendrisio, attira turisti dello shopping da vicino e da lontano. L'area attira le multinazionali, in particolare nel settore della moda, grazie alla vicinanza a Milano. Hugo Boss, Gucci, VF Corporation e altri famosi marchi hanno sede qui. Poiché l'industria internazionale della moda è diventata un importante datore di lavoro sia per gli svizzeri che per gli italiani, la regione è stata anche soprannominata la "Fashion Valley".
Molte aziende italiane si trasferiscono in Ticino, temporaneamente o definitivamente, alla ricerca di sgravi fiscali e di una burocrazia efficiente. I Frontalieri, lavoratori transfrontalieri residenti in Italia (soprattutto nelle province di Varese e Como) ma che lavorano regolarmente in Ticino, costituiscono una parte consistente (oltre il 20%) della forza lavoro.

## Trasporto
Il Cantone è attraversato per tutta la sua lunghezza dalla Autostrada A2 (chiamata anche Autostrada del Gottardo) che, in prossimità dell'omonimo traforo, collega Airolo con Göschenen (Canton Uri). A Bellinzona ha inoltre inizio la Autostrada A13 del San Bernardino, che unisce il territorio al Canton Grigioni. L'unica strada che collega il Cantone Ticino col Canton Vallese, attraverso il Passo della Novena, è la strada cantonale Nufenestrasse.

### Trasporto ferroviario
La rete ferroviaria ticinese è di vitale importanza, garantendo i collegamenti fra l'Italia settentrionale (Milano) e l'Europa centrale (Zurigo, Basilea e la Germania) nel cosiddetto "Corridoio Reno-Alpi", atto a collegare le città marine di Genova e Rotterdam. Il Ticino è attraversato dalle Ferrovie Federali Svizzere, che, tramite la Ferrovia del Gottardo, uniscono il Cantone con la Lombardia (a Sud) e il Canton Uri (a Nord). Un altro tratto internazionale è rappresentato dalla Ferrovia Mendrisio-Varese.
A ovest, le Ferrovie Autolinee Regionali Ticinesi collegano Locarno a Domodossola tramite la Ferrovia Domodossola-Locarno.

### Trasporto aereo
L'unico aeroporto civile, adibito al trasporto passeggeri, presente sul territorio è l'Aeroporto di Lugano-Agno, ormai attivo solo durante la stagione estiva con voli turistici, dopo l'abbandono delle rotte domestiche per Zurigo e Ginevra del 2019. Di conseguenza, la popolazione ticinese fa riferimento all'Aeroporto di Milano-Malpensa, distante circa 50 km dal confine nazionale, o all'aeroporto di Zurigo.
In Ticino sono inoltre presenti altri 3 aeroporti che presentano attività aviatorie di tipo privato. Si tratta dell'aeroporto cantonale di Locarno (o di Magadino), l'aeroporto di Lodrino (situato nel territorio comunale di Riviera) e l'aeroporto di Ambrì. Tutti e tre hanno avuto un utilizzo militare, che convive con attività private. All'aeroporto di Magadino sono presente la base aerea dedicata alla scuola-base per i piloti e i paracadutisti, così come la base della REGA. All'aeroporto di Lodrino è invece presente un polo tecnologico della RUAG. L'aeroporto di Ambrì è stato rilevato dal comune di Quinto ed è utilizzato essenzialmente per il volo sportivo o per manifestazioni e vi si trova una base di Heli Rezia.
In passato era pure presente un aeroporto ad Ascona dove è visibile la pista inutilizzata.

## Sport
In Ticino si praticano diversi sport ad alti livelli. Il calcio è lo sport più popolare in termini di praticanti, ma molti tifosi svizzeri tendono a seguire campionati esteri piuttosto del piccolo e poco sviluppato campionato patrio. Un altro sport molto sentito è l'hockey su ghiaccio, di cui la Svizzera ha un campionato molto più competitivo. La rivalità tra Hockey Club Lugano e Hockey Club Ambrì-Piotta è la rivalità sportiva più accesa nel cantone.
Il Ticino offre alle selezioni nazionali svizzere un gran numero di giocatori, soprattutto per quanto riguarda il calcio - molto popolare in virtù della vicinanza culturale con l'Italia.
Le caratteristiche geografiche del Ticino offrono la possibilità di svolgere una gran quantità di sport diversi, attività in cui i ticinesi indulgono spesso e volentieri. Si va da sport montani quali escursionismo, arrampicata o sci a sport acquatici come nuoto, vela o canottaggio - passando per atletica leggera, equitazione e sport di combattimento.
Lo sport tipicamente svizzero della lotta svizzera è raramente praticato in Ticino, ma fa comunque la sua comparsa in fiere o eventi sportivi.
Il cantone vanta una buona disponibilità di strutture per praticare sport, particolarmente comuni sono palestre da ginnastica e campi da calcio. Il Centro Sportivo di Tenero è il fiore all'occhiello dello sport ticinese: molto ampio e ben equipaggiato, contiene le infrastrutture necessarie a praticare pressoché qualsiasi sport.
Il Ticino è anche ricco di rive e sponde aperte al pubblico, il che rende il nuoto all'aperto un'attività particolarmente amata dai ticinesi.
Nel 2009 a Mendrisio si sono tenuti i campionati del mondo di ciclismo, vinti dall'australiano Cadel Evans.

## Festività nel cantone
| Data                     | Nome                     | Spiegazione |
| ------------------------ | ------------------------ | --- |
| 1º gennaio               | Capodanno                | Primo giorno dell'anno solare. I cattolici festeggiano Maria, madre di Cristo                                                                       |
| 6 gennaio                | Epifania                 | I cattolici festeggiano la manifestazione della divinità di Gesù Cristo. Tradizionale arrivo dei Re Magi                                            |
| 19 marzo                 | San Giuseppe             | I cattolici festeggiano San Giuseppe, sposo di Maria                                                                                                |
| variabile                | Pasqua                   | Domenica. I cristiani festeggiano la risurrezione di Gesù. Cade la domenica successiva al primo plenilunio dopo l'equinozio di primavera (21 marzo) |
| variabile                | Lunedì di Pasqua         | Giorno successivo alla domenica di Pasqua |
| 1º maggio                | Festa dei lavoratori     | Festa del Lavoro |
| variabile                | Ascensione               | Giovedì, 39 giorni dopo la Pasqua. I cattolici ricordano l'ascesa di Gesù al cielo                                                                  |
| variabile                | Pentecoste               | Domenica, 10 giorni dopo l'Ascensione. I cristiani festeggiano la discesa dello Spirito santo sugli apostoli                                        |
| variabile                | Lunedì di Pentecoste     | Giorno successivo alla Pentecoste |
| variabile                | Corpus Domini            | Giovedì, 11 giorni dopo la Pentecoste. Festività cattolica. Si ricorda l'Eucaristia.                                                                |
| 29 giugno                | Santi Pietro e Paolo     | Giorno del ricordo di Pietro apostolo e di Paolo di Tarso                                                                                           |
| 1º agosto                | Festa nazionale svizzera | Giorno della Festa Federale svizzera. Celebrata, di norma, con falò e fuochi artificiali                                                            |
| 15 agosto                | Assunzione di Maria      | Detto anche Ferragosto. I cattolici ricordano l'assunzione di Maria in cielo                                                                        |
| 3ª domenica di settembre | Digiuno federale         | Protestanti e cattolici ringraziano Dio, nella terza domenica di settembre, per la Svizzera.                                                        |
| 1º novembre              | Ognissanti               | In questo giorno i cattolici ricordano tutti i Santi                                                                                                |
| 8 dicembre               | Immacolata Concezione    | I cattolici celebrano Maria, nata senza peccato originale                                                                                           |
| 25 dicembre              | Natale                   | I cristiani celebrano il giorno della natività di Gesù                                                                                              |
| 26 dicembre              | Santo Stefano            | I cristiani ricordano il primo martire cristiano |
| 31 dicembre              | San Silvestro            | Ultimo giorno dell'anno solare. |